# Acidiella bimaculata
Acidiella bimaculata är en tvåvingeart som först beskrevs av Hardy 1987.  Acidiella bimaculata ingår i släktet Acidiella och familjen borrflugor. Inga underarter finns listade i Catalogue of Life.